# Kaustyfikacja
Kaustyfikacja – przemysłowa metoda produkcji sody żrącej (NaOH) z sody (Na
2CO
3) oraz potażu żrącego (KOH) z potażu (K
2CO
3). Proces polega na reakcji wapna gaszonego z węglanem sodu lub potasu w roztworze wodnym. Z mieszaniny reakcyjnej wytrąca się trudnorozpuszczalny węglan wapnia, a w roztworze pozostaje wodorotlenek sodu (lub potasu):
Na
2CO
3 + Ca(OH)
2 → 2NaOH + CaCO
3↓
Kaustyfikacja jest procesem nadal stosowanym, jednak wypierana jest przez metodę elektrolityczną, pozwalającą na uzyskanie czystszych produktów.